# Référendums en Hongrie
Les référendums d'initiative parlementaire ou populaire sont possibles en Hongrie, dont la constitution organise le cadre légal de cette forme de démocratie directe.

## Référendums d'origine populaire
L'article 8 de la constitution de 2011, dite Loi fondamentale de la Hongrie, permet à la population hongroise de mettre en œuvre un référendum législatif afin de voter sur une proposition de loi, ou abrogatif afin au contraire d'en abroger une existante, dans plusieurs domaines relevant des attributions et des compétences de l'Assemblée nationale,.
Les signatures d'au moins 200 000 électeurs inscrits sur les listes électorales doivent pour cela être réunies en quatre mois. En 2018, un total de 7 980 115 électeurs étaient inscrits sur les listes, ce qui équivaut alors à un seuil d'environ 2,5 % des inscrits. En pratique, le nombre de signatures à collecter est cependant plus élevé pour pallier le nombre variable de signatures invalides ou en double.

### Restrictions et contrôle constitutionnel
Les référendums d'origine populaire ne sont autorisés que dans les domaines relevant de l'assemblée nationale, auxquelles sont de surcroît exclus les projets portant sur une modification de la Loi fondamentale, sur le budget de l'état, les impôts nationaux, les cotisations relatives à la retraite ou à l'assurance maladie, les taxes douanières et les règles générales relatives aux impôts locaux, les systèmes électoraux nationaux et locaux, les traités internationaux, la dissolution de l'Assemblée nationale ou des assemblées locales, la déclaration de l'état de guerre, de l'état de siège, ou de l'état d'urgence, ainsi que la proclamation et la prolongation de l'état de défense préventive, les opérations militaires et les lois d'amnistie,.

### Conditions de validité
Le référendum est légalement contraignant. Il n'est cependant considéré comme valide qu'a la condition de recueillir la majorité absolue des suffrages exprimés, ainsi qu'un quorum de participation de 50 % des inscrits.

## Référendums d'initiative parlementaire
L’assemblée nationale peut ordonner la tenue d'un référendum national à l'initiative du président de la République, du Gouvernement ou d'au moins cent mille électeurs.